# Dwór w Nawojowie Łużyckim
Dwór w Nawojowie Łużyckim – zabytkowy dwór wybudowany w 1571 r. w Nawojowie Łużyckim – wsi w Polsce, w województwie dolnośląskim, w powiecie lubańskim, w gminie Lubań; przy drodze wojewódzkiej DW357 relacji Osiecznica – Lubań. 

## Historia

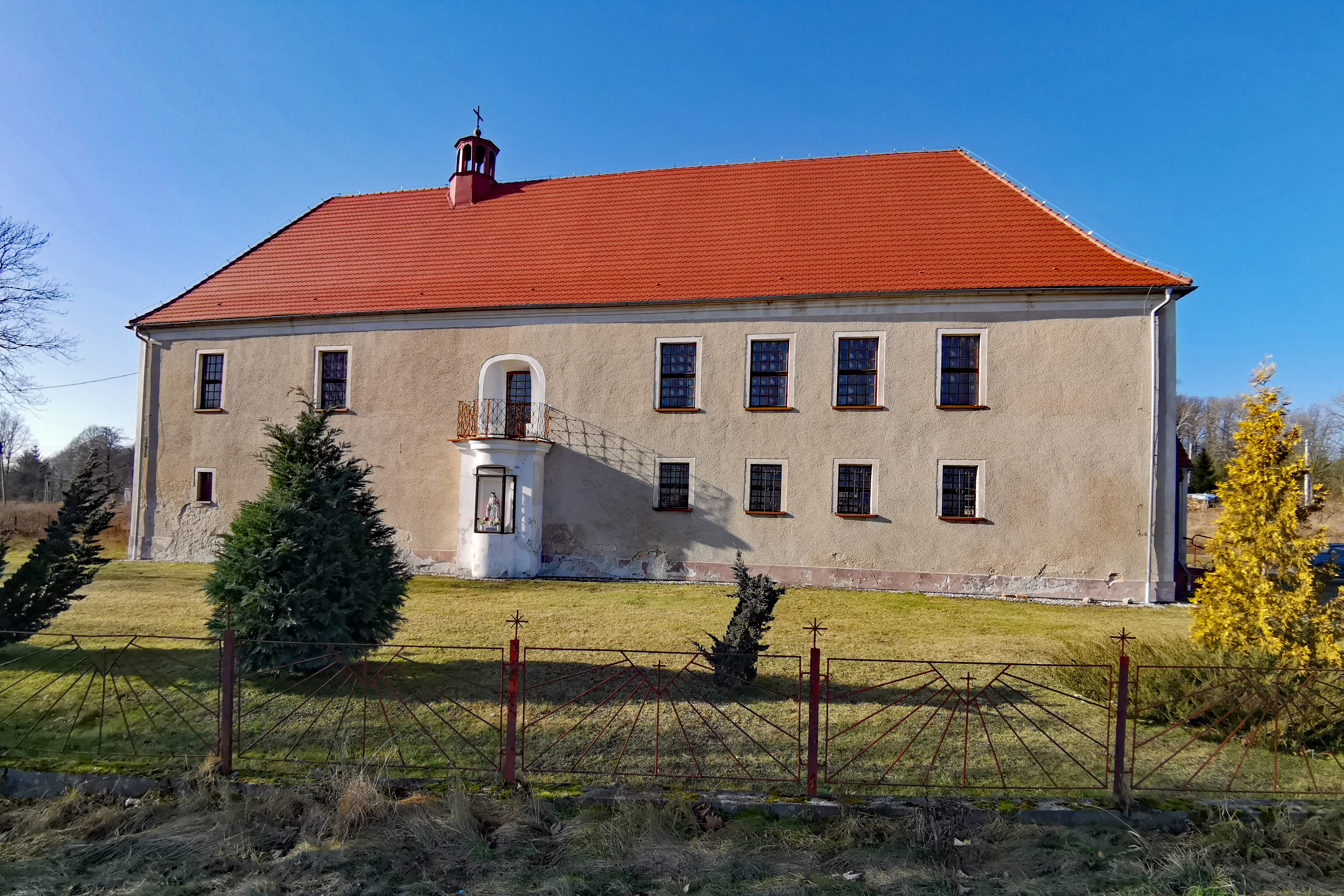
Dwór

Dwór, obecnie kościół filialny pw. MB Szkaplerznej, wzniesiony przez Christopha von Tschirnhausa według jego projektu jest perłą renesansowej architektury XVI wieku, sprowadzonej prosto z Włoch, gdzie studiował. W 1626 r. obiekt częściowo spłonął. W XVIII w. został powiększony o drugie skrzydło, a w 1945 r. uszkodzony. Dawną kaplicę dworską z częścią skrzydła po wojnie, w latach 1966-68, przebudowano na kościół, likwidując w tej części podział wewnętrzny pomieszczeń. Skrzydło z kościołem nakrywa dach czterospadowy. Na zapleczu, niewidocznym od strony drogi, znajduje się dziedziniec z dwoma ocalałymi skrzydłami dworu. Najcenniejszy fragment stanowi krużganek wsparty na kamiennych kolumnach sięgający drugiej kondygnacji z loggią wspartą na kolumnach toskańskich i jońskich. Parapet zdobią kartusze zawierające herby szklacheckie (od lewej): 1. Hochberg 2. Tschirnhaus 3. Kottwitz 4. Stange zu Kunitz, 5.  Seidlitz 6. Schindel und Konav 7. Bock 8.  Reichenbach 9. Seherr 10. Liedlau 11. Tschammer 12. Nostitz, rozdzielone kariatydami na kroksztynach ozdobionych maszkaronami. Misterne piaskowcowe płaskorzeźby zdobią arkady i pachwiny łuków. Obiekt od 1945 roku niszczał i popadał w ruinę. W roku 2020 rozpoczęto jego renowację, zaczynając od krużganków.

## Galeria

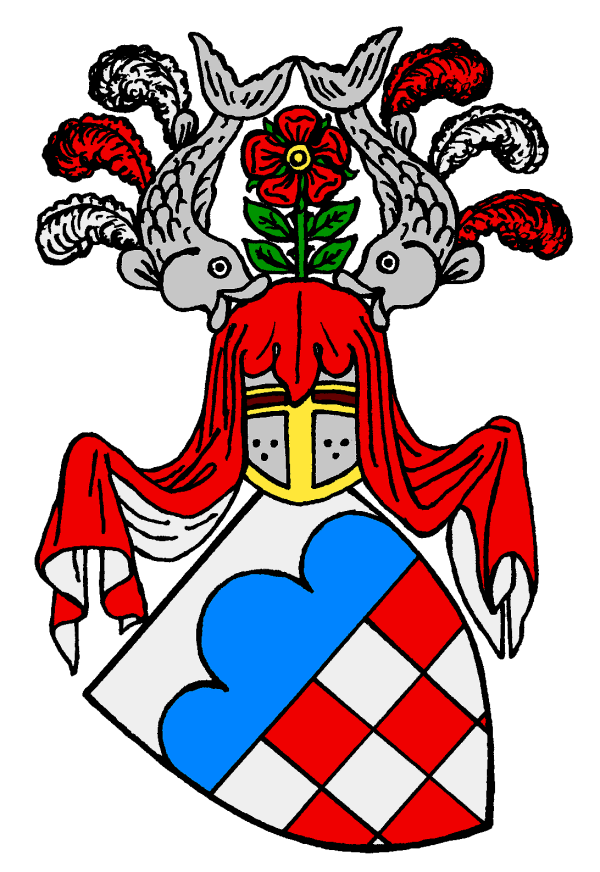
1. von Hochberg
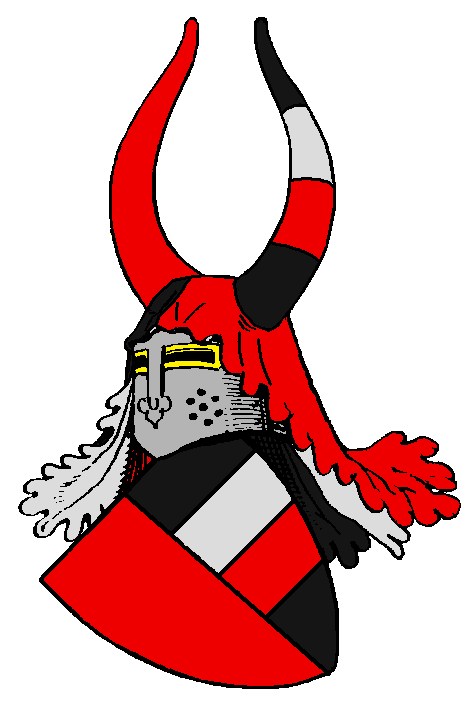
2. von Tschirnhaus
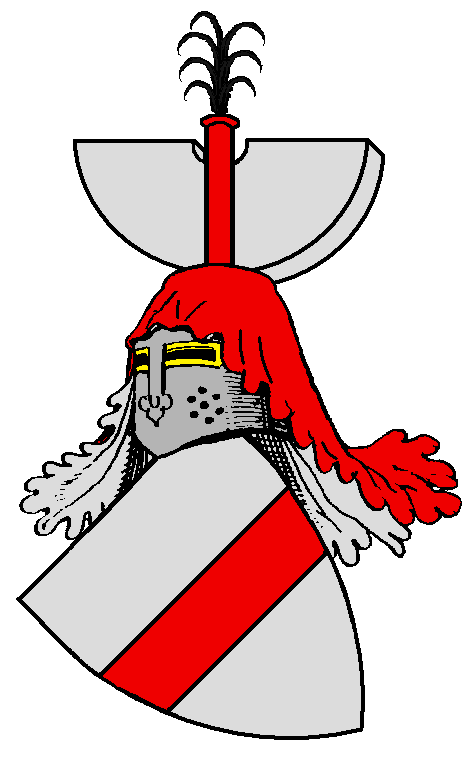
3. von Kottwitz
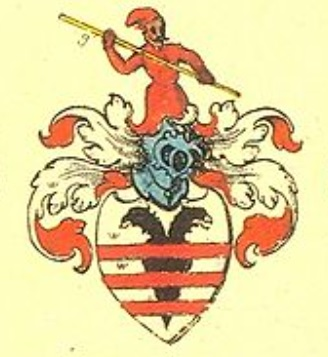
4. Stange zu Kunitz
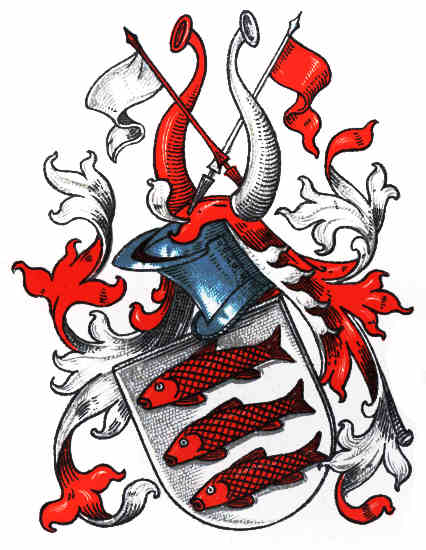
5. von Seidlitz
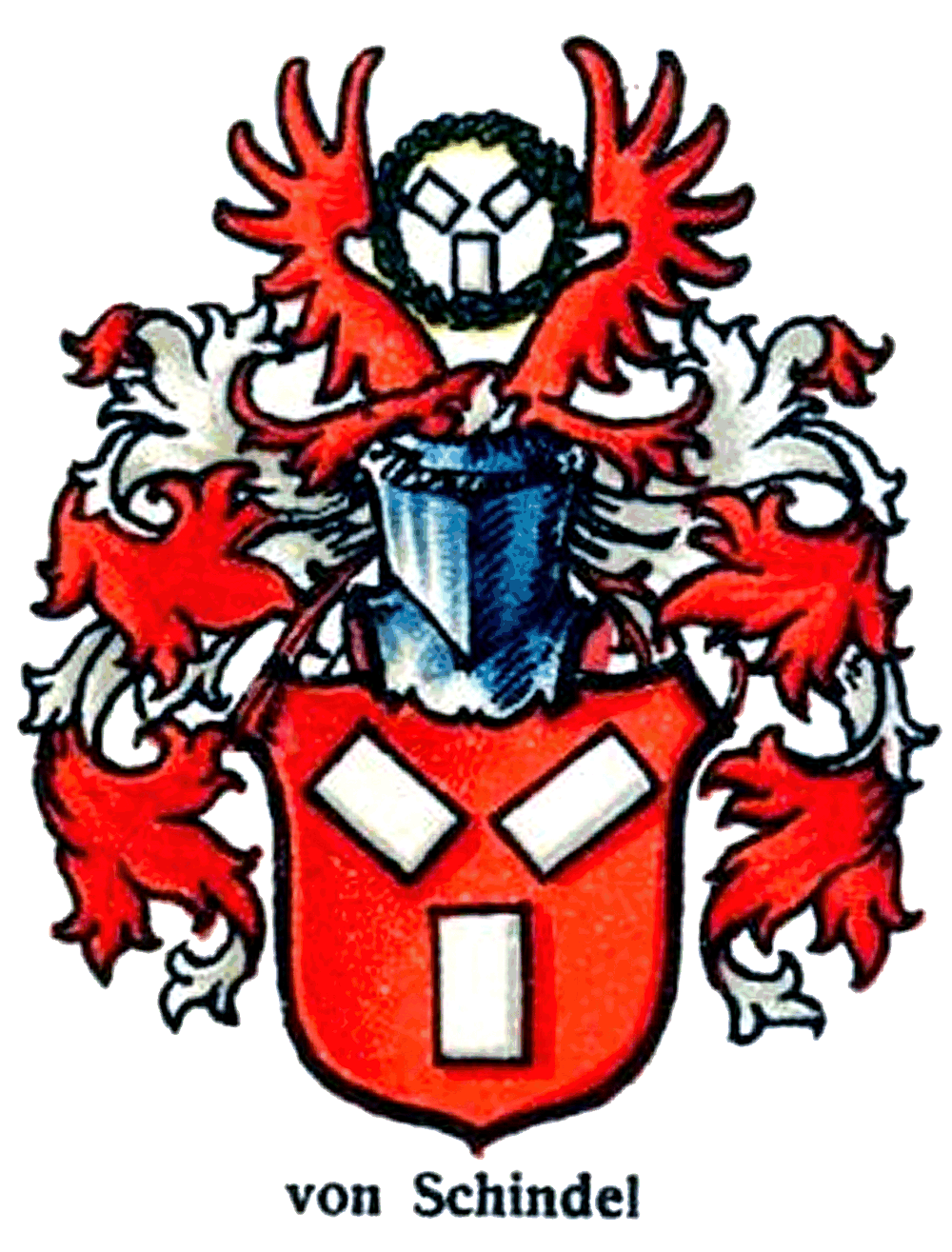
6. Schindel u. Konav
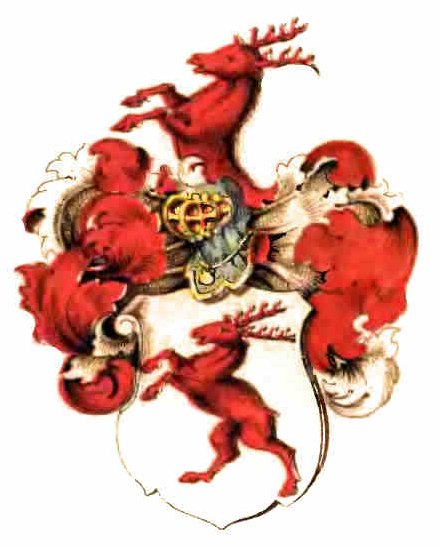
7. von Bock
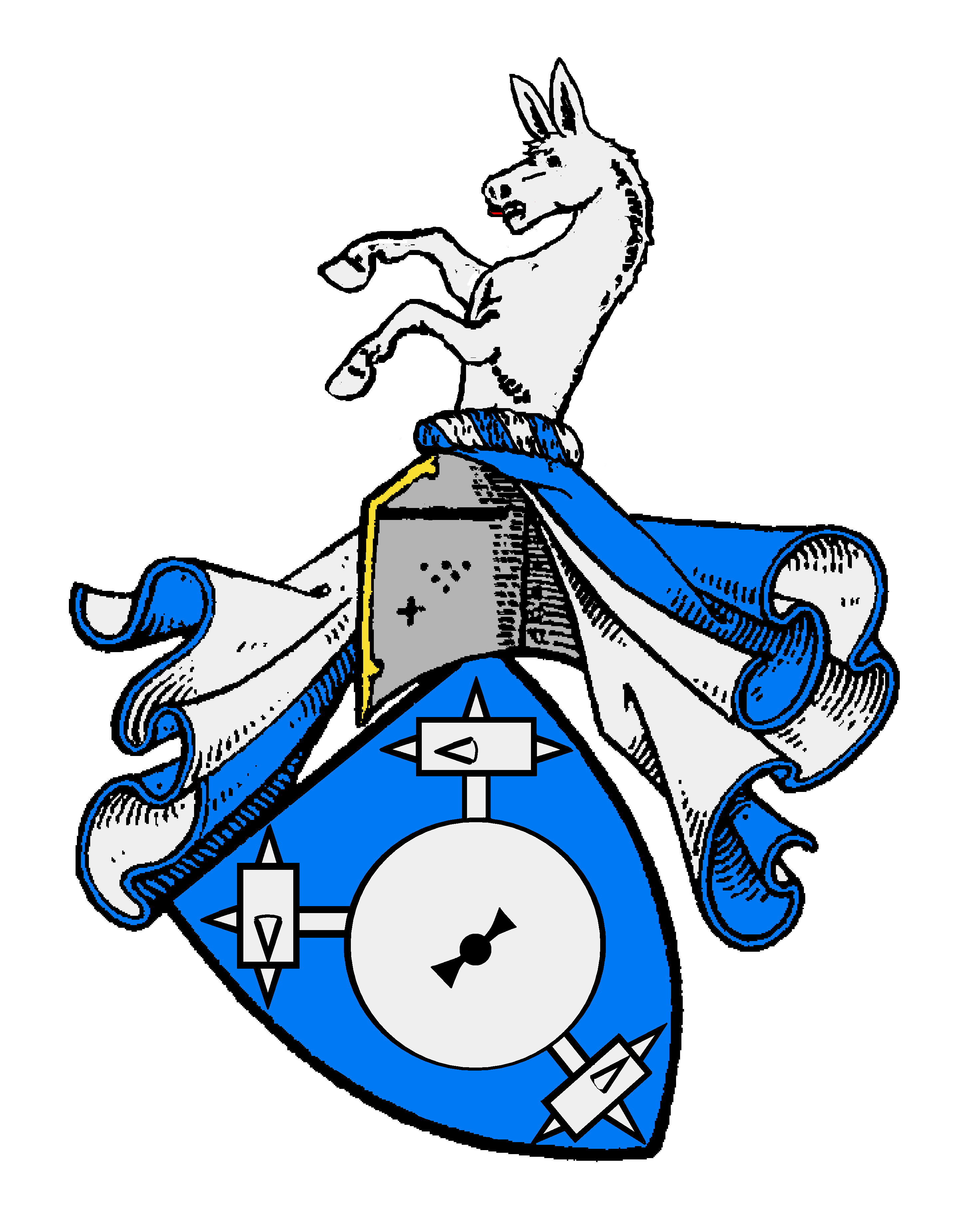
8.  von Reichenbach
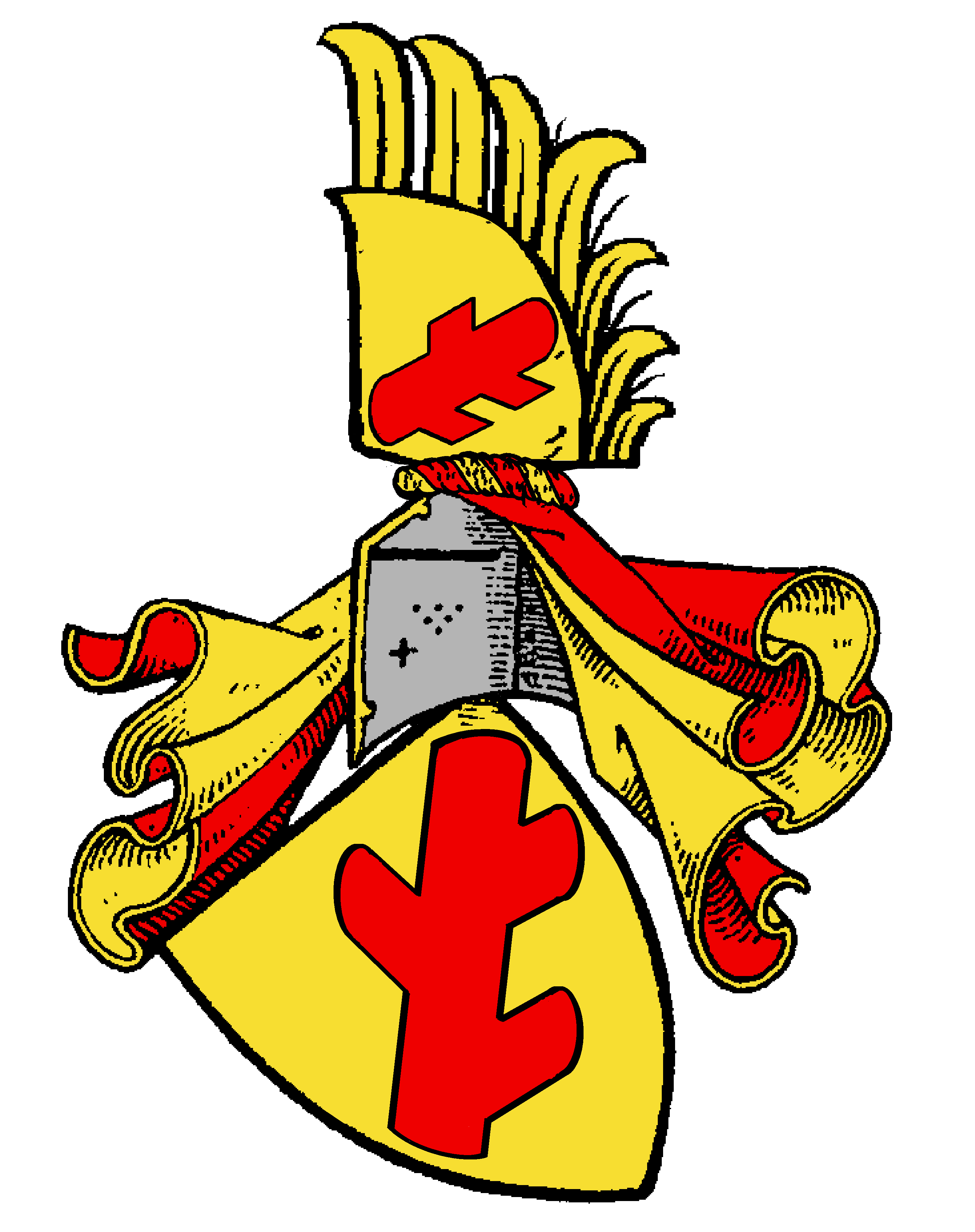
9. Seherr von Thoss
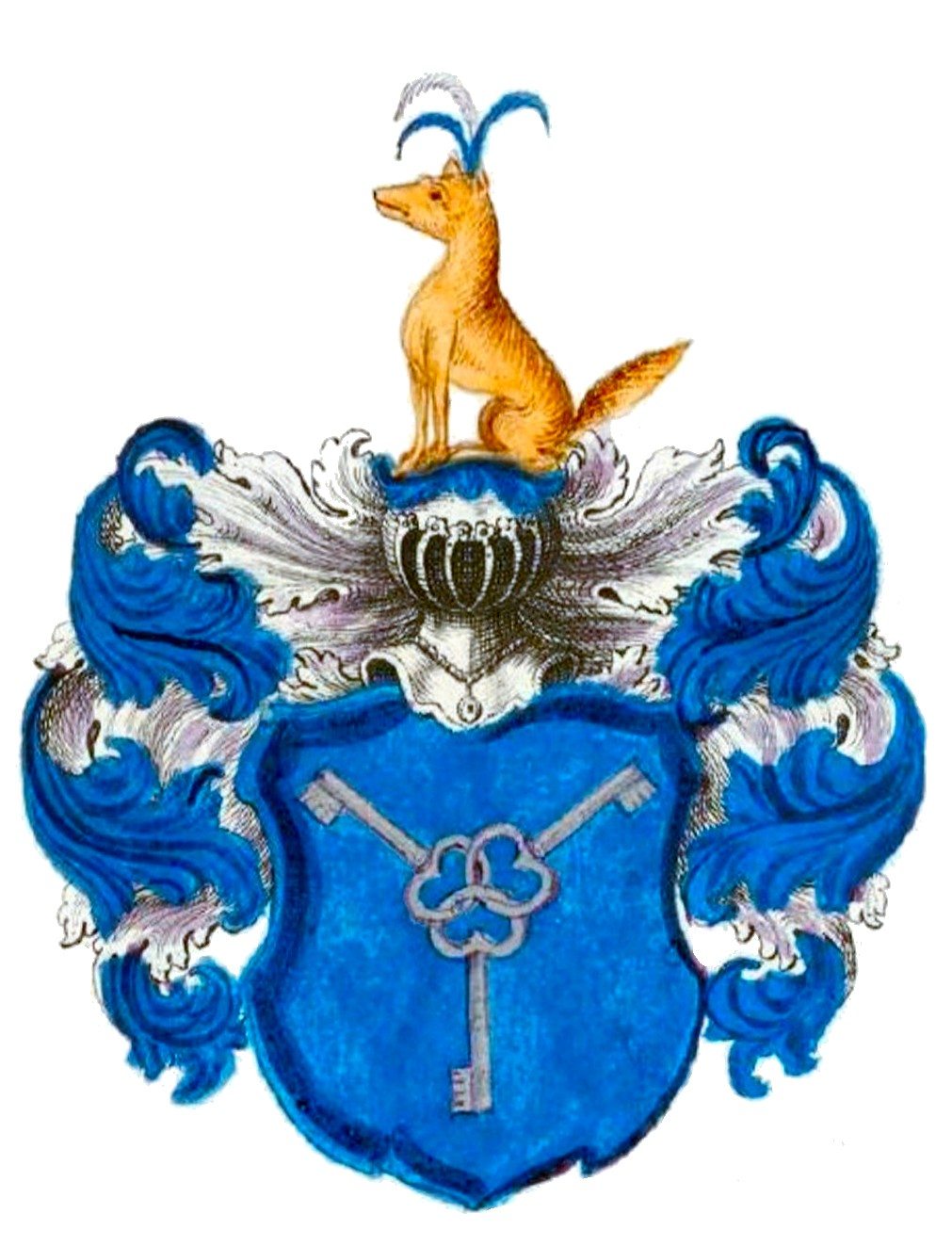
10. von Liedlau
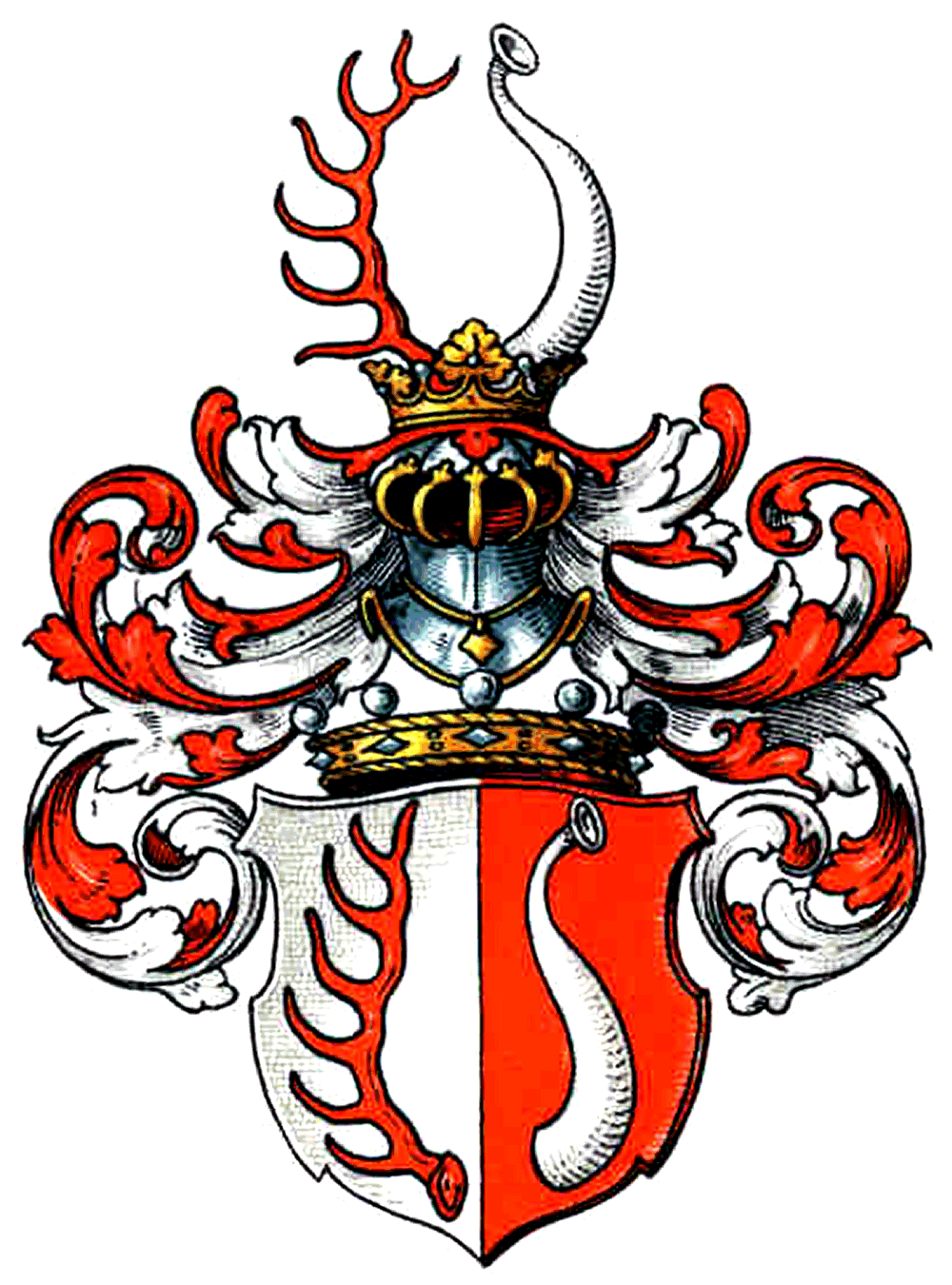
11. von Tschammer
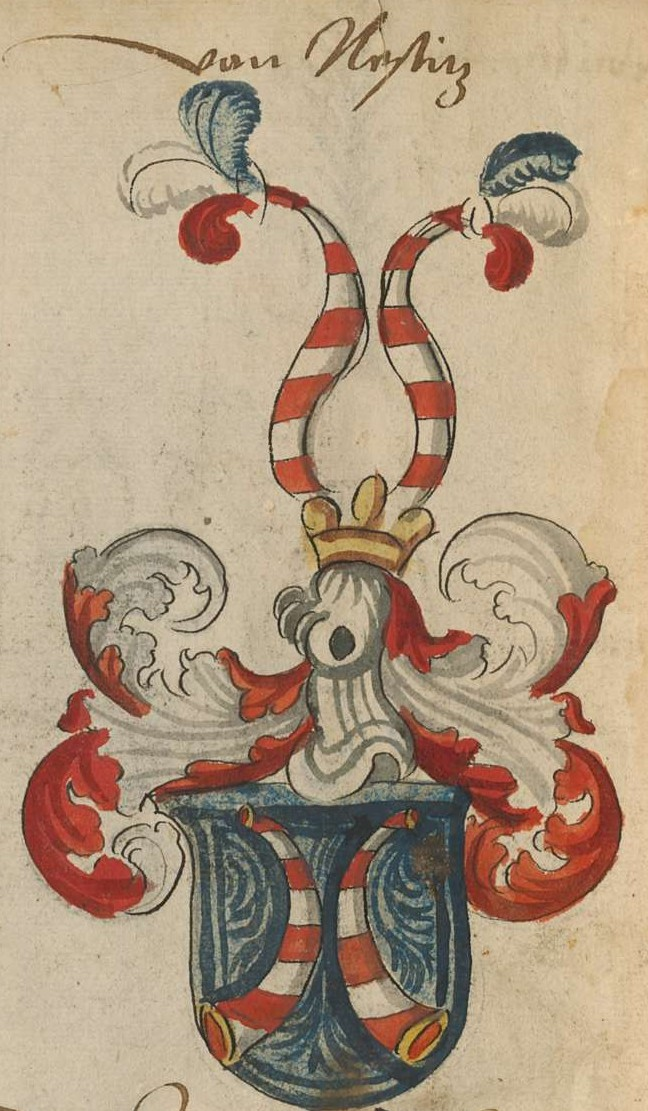
12. von Nostitz
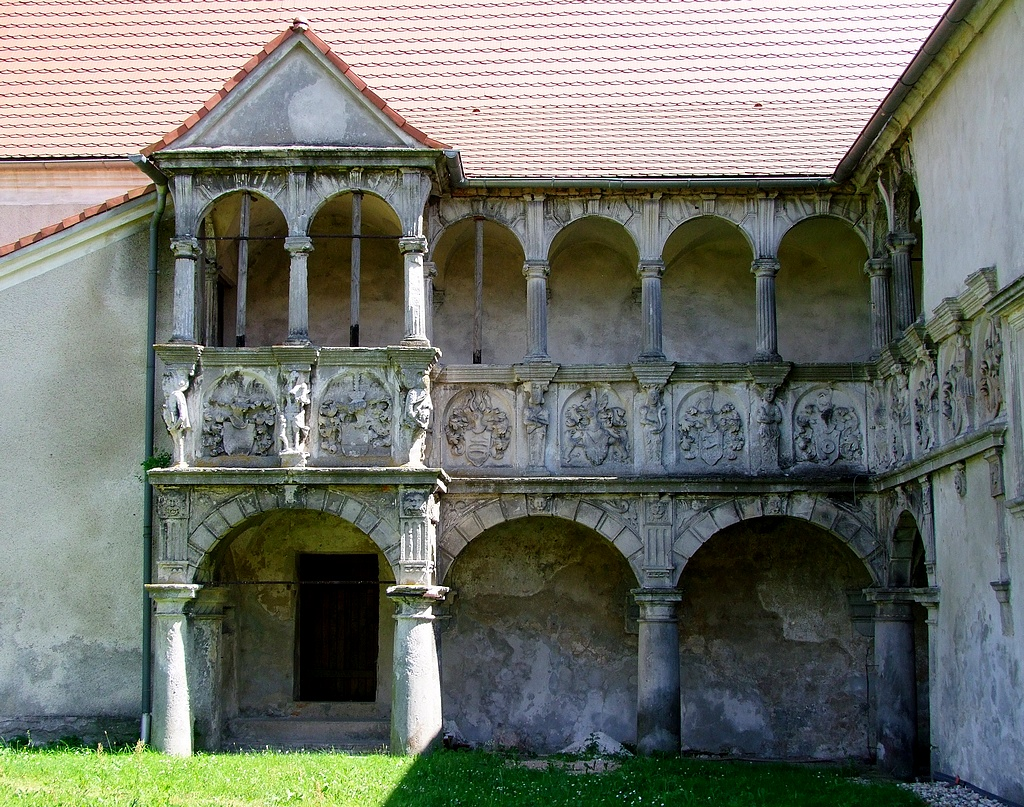
Renesansowe krużganki